# Abhidharma-samuccaya
Abhidharma-samuccaya (sanskrit; Wyl.: chos mngon pa kun btus; Svenska: "Abhidharma-kompendiet") är en buddhistisk text författad av Asaṅga. Abhidharma-samuccaya är en systematisk redogörelse för Abhidharma. Enligt JW de Jong är det också en av Yogācāra-skolans viktigaste texter. Enligt Frauwallner är denna text baserad på Mahīśāsaka-traditionens Abhidharma.
Texten finns översatt till kinesiska och tibetanska. Det finns även en rekonstruerad sanskritversion. Dess Taishō Tripiṭaka (kinesisk kanon) nummer är 1605. I den tibetanska Derge Kangyur har den nummer 4049, och Peking Kangyur har den nummer 5550. 
Enligt Traleg Rinpoche är Abhidharma-samuccaya en av Asangas viktigaste texter, den är även en av de mer psykologiskt orienterade. Det erbjuder ett ramverk och ett allmänt mönster, för hur en utövare ska följa vägen, utveckls på vägen för att slutligen uppnå buddhaskap. Den presenterar vägen enligt Mahayana-buddhismens Yogācāra-skola.

## Översikt
Enligt de Jong, är Mahāyānasaṃgraha är ett kompendium av specifikt māhāyanistiska läror från Yogācra-skolan, medan Samuccaya är en systematisk vägledning till Yogacaraskolans Abhidharma-läror. Enligt Dan Lusthaus, var Asaṅga, i första hand en "agamist", dvs någon som baserade sig på āgamas. Denna text fungerar som hans översikt av abhidharma från det Yogācāra-perspektiv som var under utveckling.
Abhidharmasamuccaya finns i sin helhet på kinesiska (av Xuanzang) och i tibetansk översättninga av Yeshe de). Ungefär två femtedelar av sanskrittexten återfanns i Tibet av Rāhula Saṅkṛtyayana 1934. Pralhad Pradhan  producerat 1950 en rekonstruerad sanskritversion av hela texten (baserat på det funna sanskritmaterialet såväl som de kinesiska och tibetanska översättningarna). Walpola Rahula översatte 1971 denna rekonstruktion till franska.
Den nutida forskaren Achim Bayer hävdar de olika delarna av Abhidharma-samuccaya skulle kunna representera heterogena tankeströmningar. Till exempel förekommer den centrala termen ālayavijñāna endast sex gånger, och alla sex förekomsterna endast i avsnittet om "Lakṣaṇasamuccaya", dvs inom den första tredjedelen av verket.
Enligt Walpola Rahula är Abhidharmasamuccaya mer trogen sutrornas presentation av dhyanaer än den som återfinns i Theravadas Abhidhamma-texter.

### Mentala faktorer
Det andra kapitlet i denna text räknar upp femtioen mentala faktorer (sanskrit: caitasikā), indelade i följande kategorier:
- fem ständigt närvarande faktorer (Wyl.: kun 'gro lnga, 遍行心所, koreanska: 변행심소 ),
- fem objektbestämmande (Wyl.: yul nges lnga, 別境心所, koreanska: 별경심소   ),
- elva konstruktiva emotioner (Wyl.: dge ba bcu gcig, 善心所, koreanska: 선심소   ),
- sex huvudsakliga störande emotioner (Wyl.: rtsa nyon drug, 煩惱心所, koreanska: 번뇌심소   ),
- tjugo underordnade emotioner (Wyl.: nye nyon nyi shu, 隨煩惱心所, koreanska: 수번뇌심소   ),
- fyra föränderliga faktorer (Wyl.: gzhan 'gyur bzhi, 不定心所, koreanska: 부정심소   ).

## Kommentarsverk
Det finns flera kommentarer till denna text, inklusive:
- Abhidharmasamuccayabhāṣya. Hela sanskritmanuskriptet återfanns och fotograferats av Rāhula Saṅkṛtyayana. En kritisk utgåva, redigerad av Nathmal Tatia, publicerades 1976.[1] Abhidharmasamuccayabhāṣya finns även i tibetansk översättning. Den tibetanska kanonen tillskriver denna text till Jinaputra, medan den kinesiska kanonen tillskriver den till en viss Chueh Shih tsu (Buddhasiṃha? ).
- Abhidharmasamuccayavyākhyā  är en kombination av Abhidharmasamuccaya och dess bhāṣya. Den finns i tibetansk och kinesisk översättning (Dasheng apidamo zaji lun大乘阿毘達磨雜集論). Den tibetanska kanonen tillskriver denna text till Jinaputra, medan den kinesiska kanonen tillskriver den till Sthiramati.
- K'uei-chi skrev en underkommentar till Xuanzangs översättning av Abhidharmasamuccayavyākhyā.[8]
- En tibetansk kommentar av Bu-ston (1290–1364).
- En tibetansk kommentar av Gyaltsab Je (1364-1432).
- En tibetansk kommentar av Sabzang Mati Panchen Jamyang Lodrö (1294-1376).[9]